# Agapeta
Agapeta es un género de lepidópteros perteneciente a la subfamilia Tortricinae en la familia Tortricidae.

## Especies
- Agapeta angelana (Kennel, 1919)
- Agapeta hamana (Linnaeus, 1758)
- Agapeta largana (Rebel, 1906)
- Agapeta zoegana (Linnaeus, 1767)